# Fertőd
Fertőd è una città dell'Ungheria nord-occidentale nata dalla unione nel 1950 dei paesi di Esterháza e Süttör.
Si trova nella contea di Győr-Moson-Sopron al confine con l'Austria, pochi chilometri a sud del Lago di Neusiedl.

## Economia

### Turismo
Le principali attrattive della città sono:
- il famoso Castello di Eszterháza, costruito a partire dal 1763 dal principe Nicola I Esterházy. È un magnifico esempio di casa in stile rococò, noto anche come la Versailles ungherese, che attrae ogni anno un gran numero di turisti.
- il vicino Parco Nazionale di Fertő-Hanság (236 km²), che nel 2001 è stato incluso, insieme al contiguo parco austriaco del Neusiedler See-Seewinkel, nell'elenco dei Patrimoni dell'umanità dell'UNESCO.

## Amministrazione

### Gemellaggi
Fertőd è gemellata con:
- Millingen